# 63 pr. n. št.
63 pr. n. št. je bilo leto predjulijanskega rimskega koledarja. V rimskem svetu je bilo znano kot leto sokonzulstva Cicera in Hibride, pa tudi kot leto 691 ab urbe condita.
Oznaka 63 pr. Kr. oz. 63 AC (Ante Christum, »pred Kristusom«), zdaj posodobljeno v 63 pr. n. št., se uporablja od srednjega veka, ko se je uveljavilo številčenje po sistemu Anno Domini.

## Dogodki
- konec tretje mitridatske vojne
- Pompej Veliki osvoji Fenicijo, Kelesirijo in Judejo.
- rimska vojska uniči selevkidsko državo; Pompej ustanovi provinco Sirijo.

## Rojstva
- Gaj Oktavij, prvi rimski cesar († 14)
- Mark Vipsanij Agripa, rimski vojskovodja ((† 12 pr. n. št.)
- Strabon, grški geograf († ok. 24 pr. n. št.)

## Smrti
- Mitridat VI. Pontski, pontski kralj (* 135 pr. n. št.)